# Brekken
Brekken är en by i Norge tillhörande Røros kommun i Trøndelag fylke. Byn ligger cirka 10 km från gränsen till Sverige (riksväg 84) och var under 1970- och 80-talen ett populärt ställe för dans, både för norrmän och svenskar.